# Halowe Mistrzostwa Europy w Lekkoatletyce 1984 – bieg na 400 m kobiet
Bieg na 400 metrów kobiet – jedna z konkurencji biegowych rozgrywanych podczas halowych lekkoatletycznych mistrzostw Europy w hali Scandinavium w Göteborgu. Eliminacje i półfinały zostały rozegrane 3 marca, a bieg finałowy 4 marca 1984. Zwyciężyła reprezentantka Czechosłowacji Taťána Kocembová. Tytułu zdobytego na poprzednich mistrzostwach nie broniła Jarmila Kratochvílová z Czechosłowacji, która tym razem zwyciężyła na dystansie 200 metrów.

## Rezultaty

### Eliminacje
Rozegrano 3 biegi eliminacyjne, do których przystąpiło 10 biegaczek. Awans do półfinałów dawało zajęcie jednego z dwóch pierwszych miejsc w swoim biegu (Q). Skład półfinałów uzupełniły dwie zawodniczki z najlepszym czasem wśród przegranych (q).
Opracowano na podstawie materiału źródłowego.
Bieg 1
| Miejsce | Zawodniczka      | Czas  | Uwagi |
| ------- | ---------------- | ----- | ----- |
| 1       | Rosica Stamenowa | 53,62 | Q     |
| 2       | Erica Rossi      | 53,85 | Q     |
| 3       | Astrid Brun      | 54,44 | q     |
| 4       | Esther Lahoz     | 56,14 |       |

Bieg 2
| Miejsce | Zawodniczka      | Czas  | Uwagi |
| ------- | ---------------- | ----- | ----- |
| 1       | Taťána Kocembová | 53,01 | Q     |
| 2       | Regine Berg      | 53,23 | Q     |
| 3       | Elżbieta Kapusta | 54,15 | q     |

Bieg 3
| Miejsce | Zawodniczka        | Czas  | Uwagi |
| ------- | ------------------ | ----- | ----- |
| 1       | Małgorzata Dunecka | 54,91 | Q     |
| 2       | Katia Iliewa       | 55,80 | Q     |
| –       | Cosetta Campana    | DQ    |       |

### Półfinały
Rozegrano 2 biegi półfinałowe, w których wystartowało 8 biegaczek. Awans do finału dawało zajęcie jednego z dwóch pierwszych miejsc w swoim biegu (Q).
Opracowano na podstawie materiału źródłowego.
Bieg 1
| Miejsce | Zawodniczka      | Czas  | Uwagi |
| ------- | ---------------- | ----- | ----- |
| 1       | Regine Berg      | 53,13 | Q     |
| 2       | Rosica Stamenowa | 53,21 | Q     |
| 3       | Elżbieta Kapusta | 53,97 |       |
| 4       | Astrid Brun      | 55,00 |       |

Bieg 2
| Miejsce | Zawodniczka        | Czas  | Uwagi |
| ------- | ------------------ | ----- | ----- |
| 1       | Taťána Kocembová   | 53,41 | Q     |
| 2       | Erica Rossi        | 53,43 | Q     |
| 3       | Małgorzata Dunecka | 53,94 |       |
| –       | Katia Iliewa       | 55,30 |       |

### Finał
Opracowano na podstawie materiału źródłowego.
| Miejsce | Zawodniczka      | Czas  |
| ------- | ---------------- | ----- |
| 1       | Taťána Kocembová | 49,97 |
| 2       | Erica Rossi      | 52,37 |
| 3       | Rosica Stamenowa | 52,41 |
| 4       | Regine Berg      | 53,41 |